# Movila Banului
Movila Banului – wieś w Rumunii, w okręgu Buzău, w gminie Movila Banului. W 2011 roku liczyła 1367 mieszkańców.